# Leichtathletik-Europameisterschaften 2022/5000 m der Männer

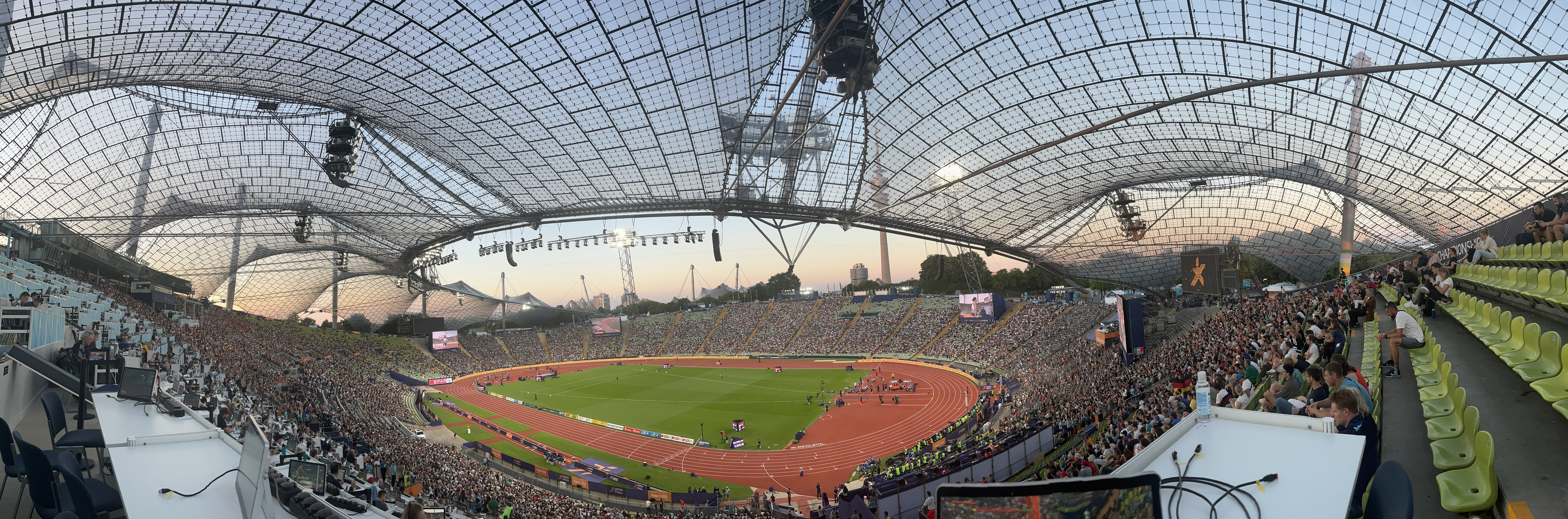
Das Olympiastadion in München während der Europameisterschaften 2022

Der 5000-Meter-Lauf der Männer bei den Leichtathletik-Europameisterschaften 2022 wurde am 16. August 2022 im Olympiastadion der deutschen Stadt München ausgetragen.
Europameister wurde der in der Vergangenheit bereits sehr erfolgreiche Norweger Jakob Ingebrigtsen. Über 5000 Meter war er amtierender Weltmeister, Inhaber des Europarekords und trat als Titelverteidiger an. Über 1500 Meter war er der aktuelle Olympiasieger, Europameister von 2018 und Vizeweltmeister von 2022. Hier München entschied er das 1500-Meter-Rennen zwei Tage später ebenfalls für sich.
Silber gewann der Spanier Mohamed Katir, der bei den Weltmeisterschaften knapp einen Monat zuvor über 1500 Meter die Bronzemedaille errungen hatte.
Dritter wurde der Italiener Yemaneberhan Crippa. Er gewann hier in München für Tage später Gold über 10.000 Meter.

## Bestehende Rekorde
| Weltrekord           | 12:35,36 min | Joshua Cheptegei   | Monaco                       | 14. August 2020 |
| Europarekord         | 12:48,45 min | Jakob Ingebrigtsen | Florenz, Italien             | 10. Juni 2021   |
| Meisterschaftsrekord | 13:10,15 min | Jack Buckner       | EM Stuttgart, BR Deutschland | 31. August 1986 |

Das Rennen war von Beginn an auf eine Spurtentscheidung ausgerichtet. Das Tempo war nicht hoch und so wurde der bereits seit 1986 bestehende EM-Rekord auch bei diesen Europameisterschaften nicht erreicht. Der norwegische Europameister Jakob Ingebrigtsen blieb mit seiner Siegerzeit von 13:21,13 min um 10,98 s über dem Rekord. Zu seinem eigenen Europarekord fehlten ihm 32,68 s, zum Weltrekord 45,77 s.

## Durchführung
Bei der Teilnehmerzahl von 24 Läufern entschieden sich die Organisatoren dafür, die für diesen Wettbewerb sonst üblichen Vorläufe wegzulassen, sodass alle Athleten gemeinsam zum entscheidenden Rennen antraten.

## Resultat

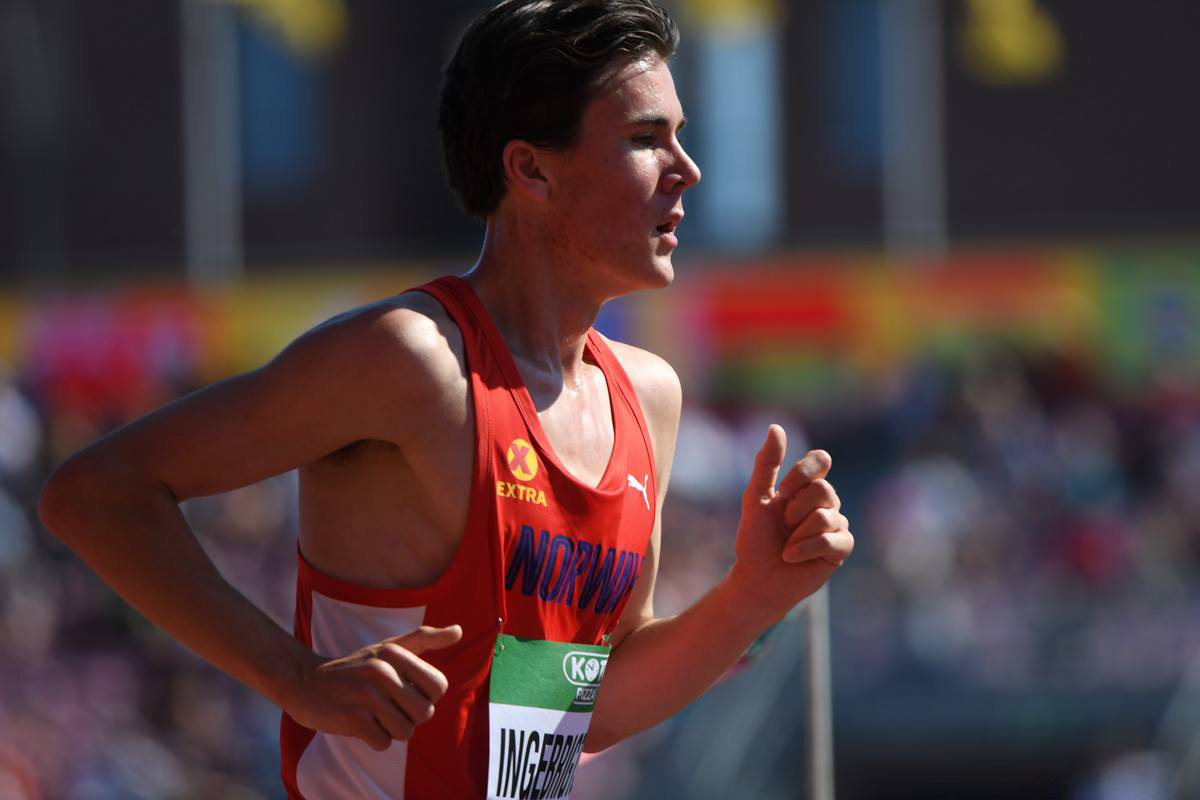
Jakob Ingebrigtsen – erster Titel hier in München, der zweite folgte zwei Tage später über 1500 Meter

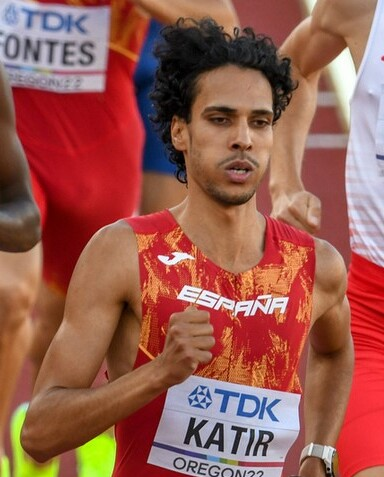
Silber gewann der diesjährige WM-Dritte über 1500 Meter Mohamed Katir

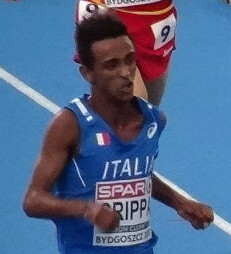
Yemaneberhan Crippa gewann Bronze und wurde fünf Tage später Europameister über 10.000 Meter

16. August 2022, 21:08 Uhr MESZ
| Platz | Name                   | Nation         | Zeit (min) |
| ----- | ---------------------- | -------------- | ---------- |
| 1     | Jakob Ingebrigtsen     | Norwegen       | 13:21,13   |
| 2     | Mohamed Katir          | Spanien        | 13:22,98   |
| 3     | Yemaneberhan Crippa    | Italien        | 13:24,83   |
| 4     | Andreas Almgren        | Schweden       | 13:26,48   |
| 5     | Mike Foppen            | Niederlande    | 13:27,93   |
| 6     | Sam Parsons            | Deutschland    | 13:30,38   |
| 7     | Andrew Butchart        | Großbritannien | 13:31,47   |
| 8     | Brian Fay              | Irland         | 13:31,87   |
| 9     | Sam Atkin              | Großbritannien | 13:32,35   |
| 10    | Jonas Glans            | Schweden       | 13:32,71   |
| 11    | Isaac Kimeli           | Belgien        | 13:33,39   |
| 12    | Abdessamad Oukhelfen   | Belgien        | 13:33,63   |
| 13    | Pietro Riva            | Italien        | 13:34,09   |
| 14    | Adel Mechaal           | Spanien        | 13:35,92   |
| 15    | Jonas Raess            | Schweiz        | 13:36,18   |
| 16    | Darragh McElhinney     | Irland         | 13:39,11   |
| 17    | Narve Gilje Nordås     | Norwegen       | 13:39,12   |
| 18    | Elzan Bibić            | Serbien        | 13:39,60   |
| 19    | Hugo Hay               | Frankreich     | 13:45,63   |
| 20    | Davor Aaron Bienenfeld | Deutschland    | 13:45,70   |
| 21    | Patrick Dever          | Großbritannien | 13:45,89   |
| 22    | Joel Ibler Lillesø     | Norwegen       | 13:50,24   |
| 23    | Michael Somers         | Belgien        | 13:57,82   |
| 24    | Felix Bour             | Frankreich     | 14:05,84   |

| Zwischenzeiten      | Zwischenzeiten | Zwischenzeiten                                     | Zwischenzeiten |
| Zwischenzeit- Marke | Zwischenzeit   | Führende(r)                                        | 1000-m-Zeit    |
| ------------------- | -------------- | -------------------------------------------------- | -------------- |
| 1000 m              | 2:45,26 min    | Narve Gilje Nordås mit dem kompletten Feld         | 2:45,26 min    |
| 2000 m              | 5:25,13 min    | Narve Gilje Nordås mit dem kompletten Feld         | 2:39,87 min    |
| 3000 m              | 8:15,79 min    | Andrew Butchart mit dem kompletten Feld            | 2:50,66 min    |
| 4000 m              | 10:57,50 min   | Jakob Ingebrigtsen mit einem achtzehnköpfigen Feld | 2:41,71 min    |
| 5000 m              | 13:21,13 min   | Jakob Ingebrigtsen                                 | 2:23,23 min    |

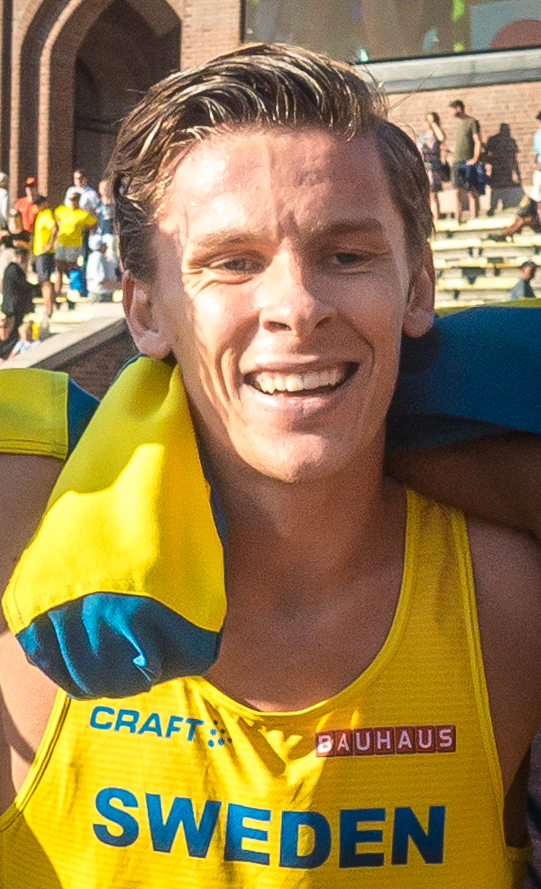
Der viertplatzierte Andreas Almgren
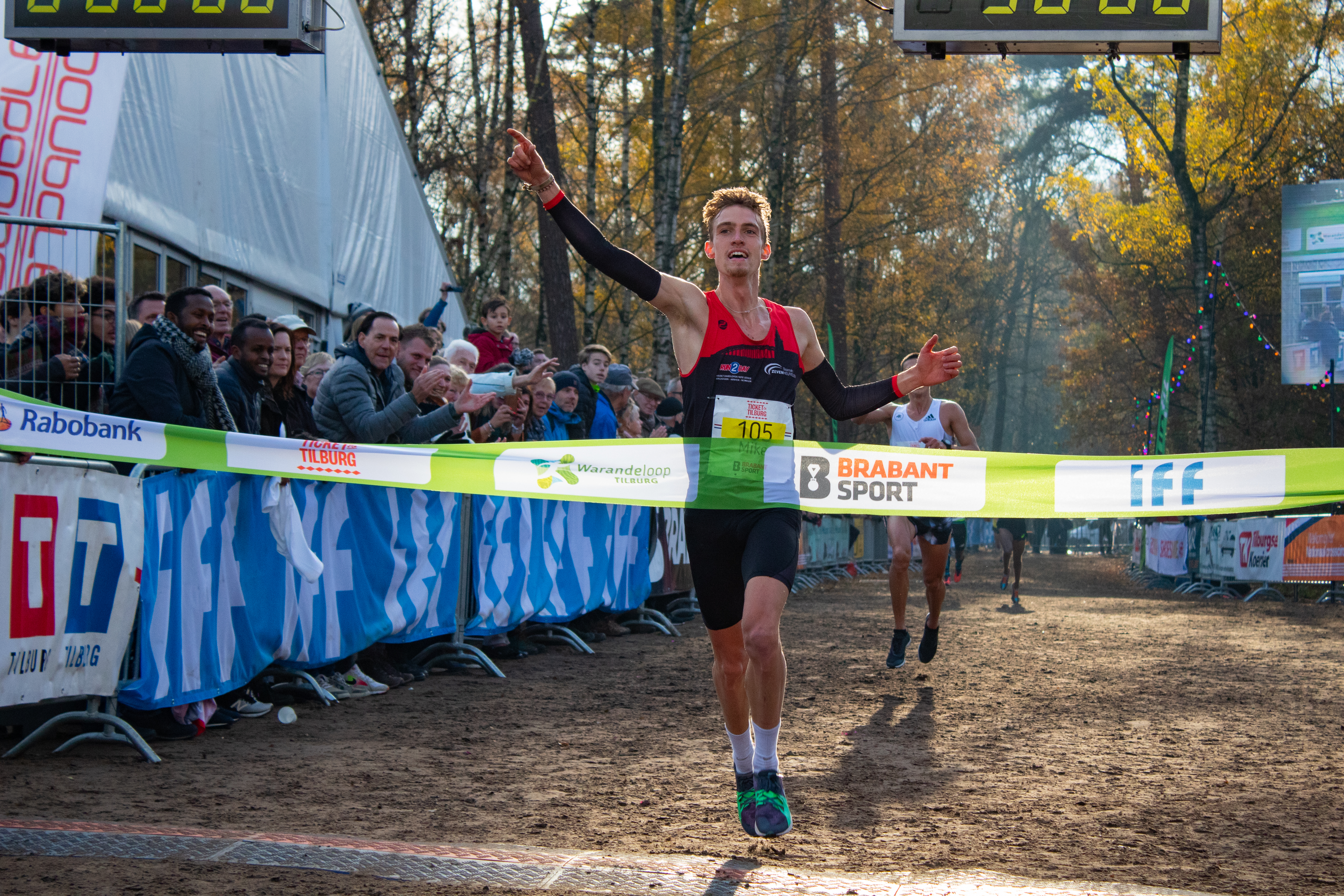
Mike Foppen belegte Rang fünf
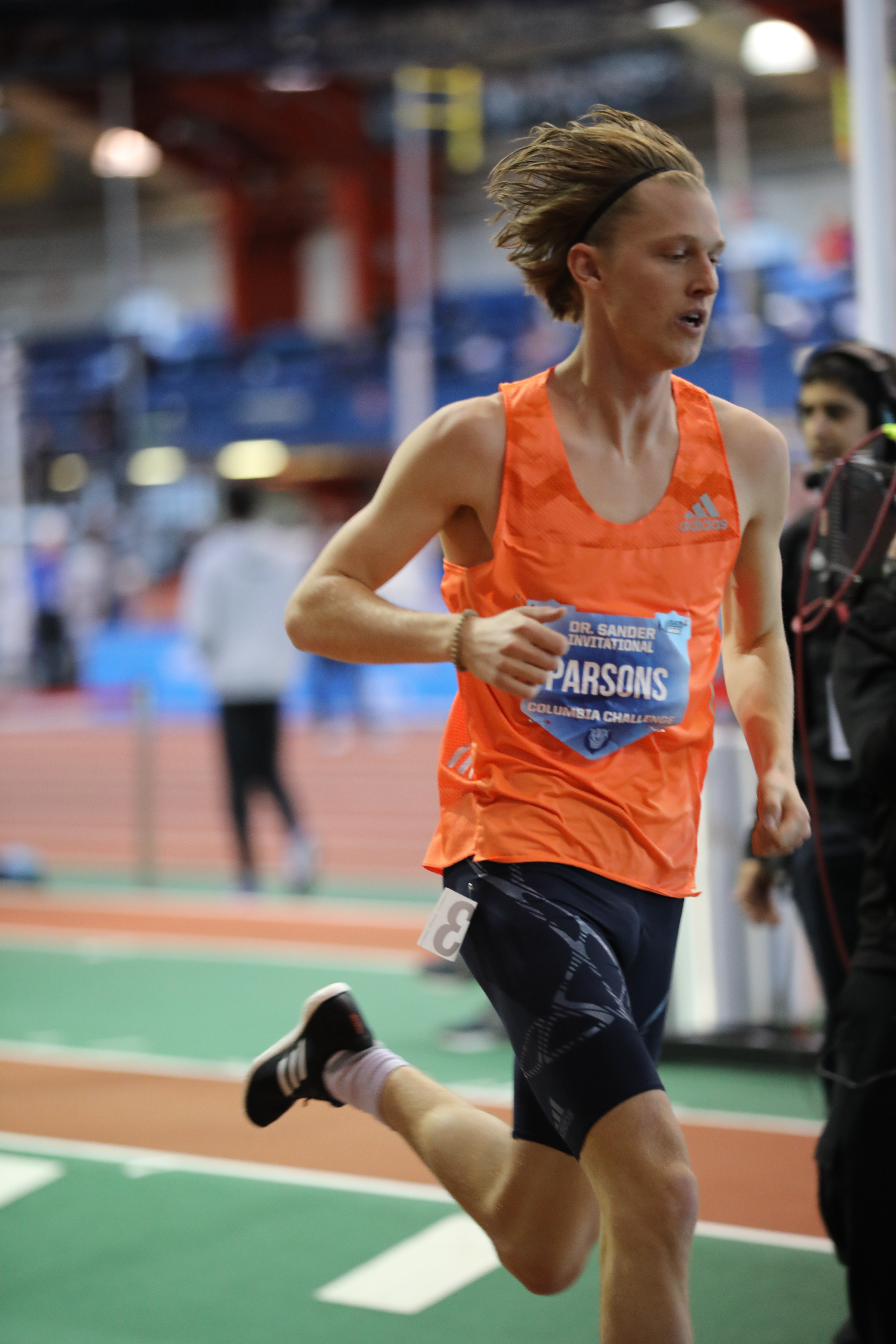
Sam Parsons kam auf den sechsten Platz
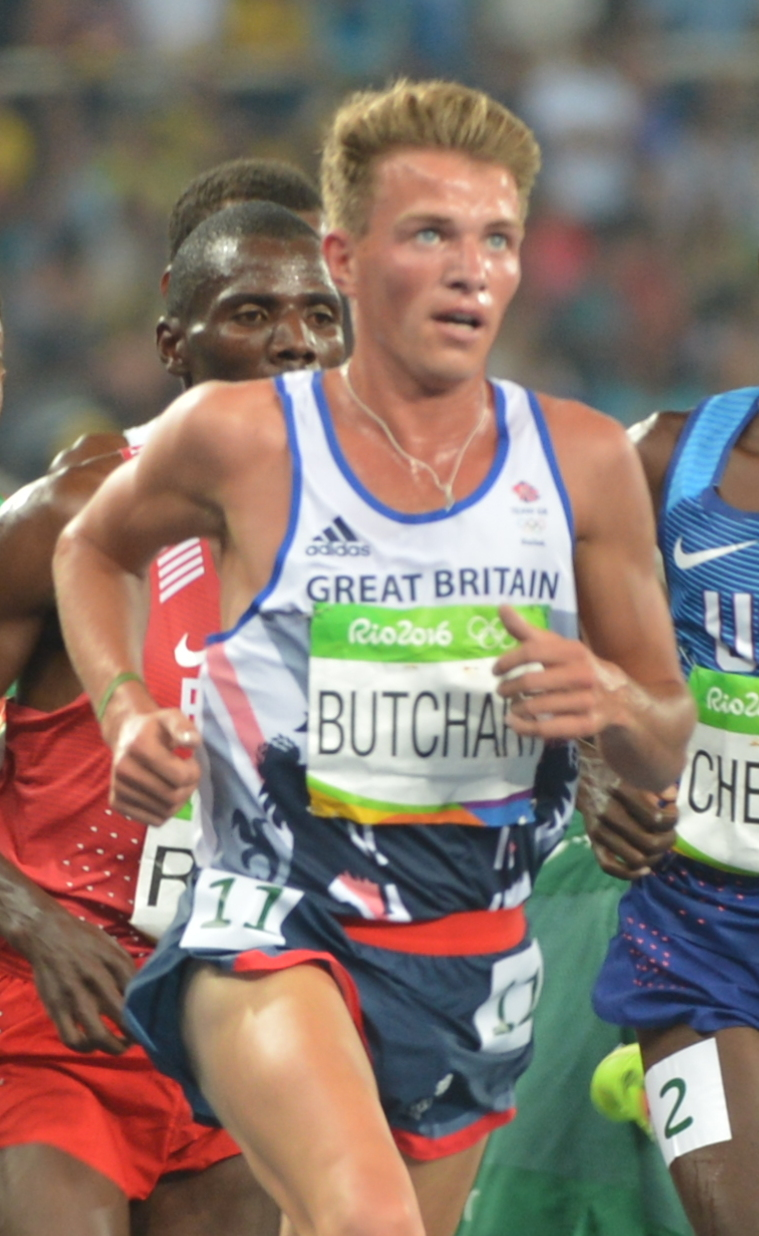
Andrew Butchart – Rang sieben

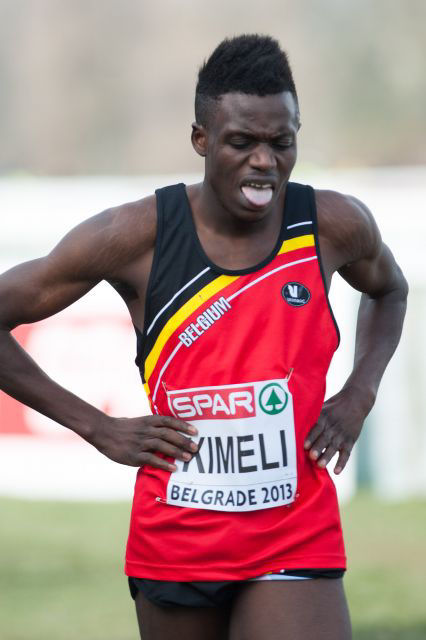
Isaac Kimeli erreichte Platz elf
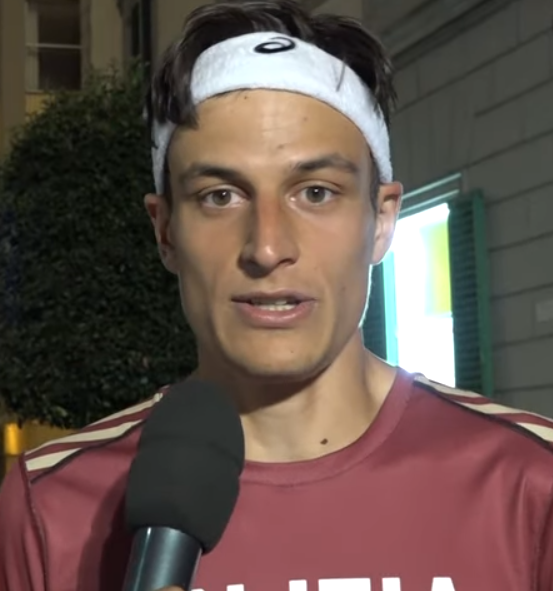
Pietro Riva wurde Dreizehnter
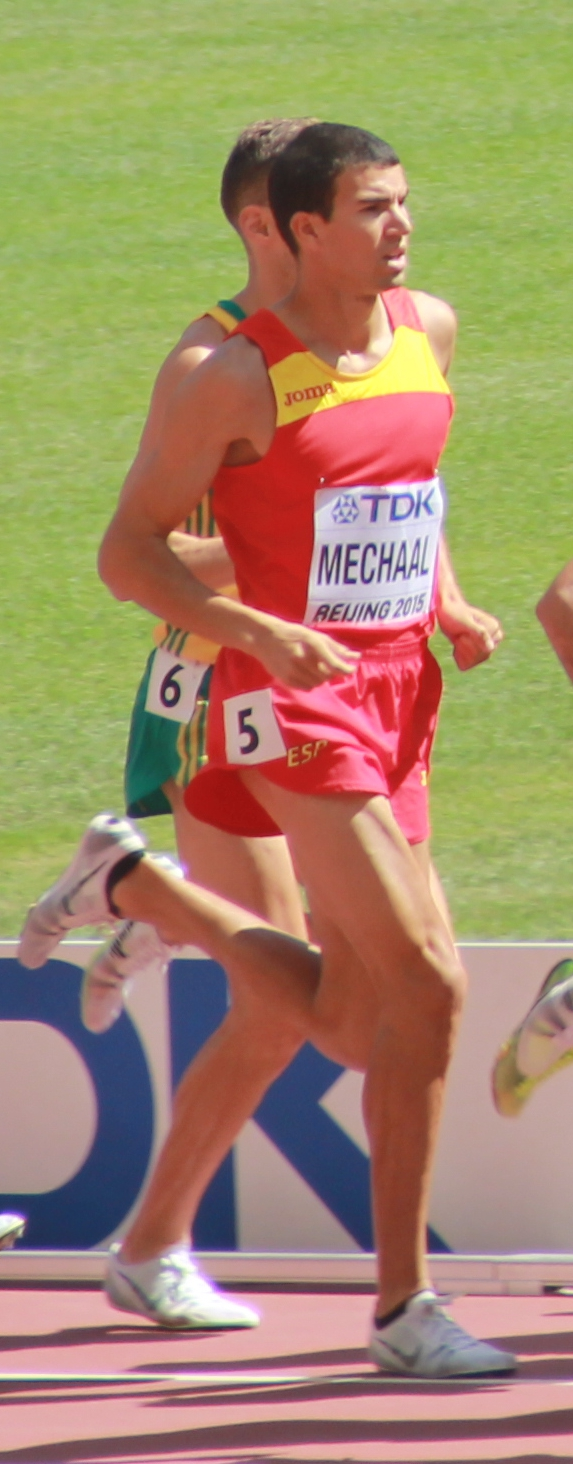
Rang vierzehn für Adel Mechaal

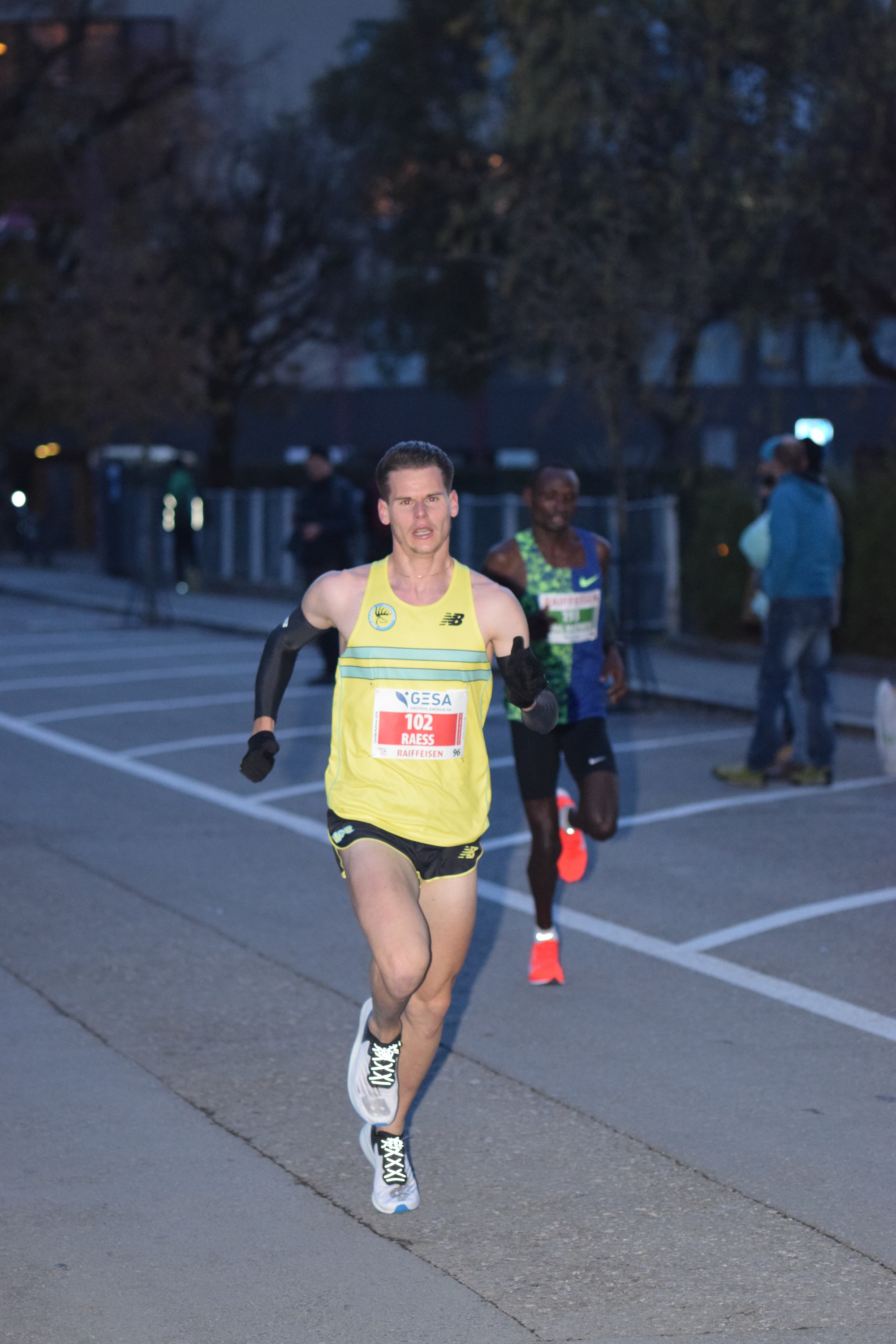
Jonas Raess – Platz fünfzehn
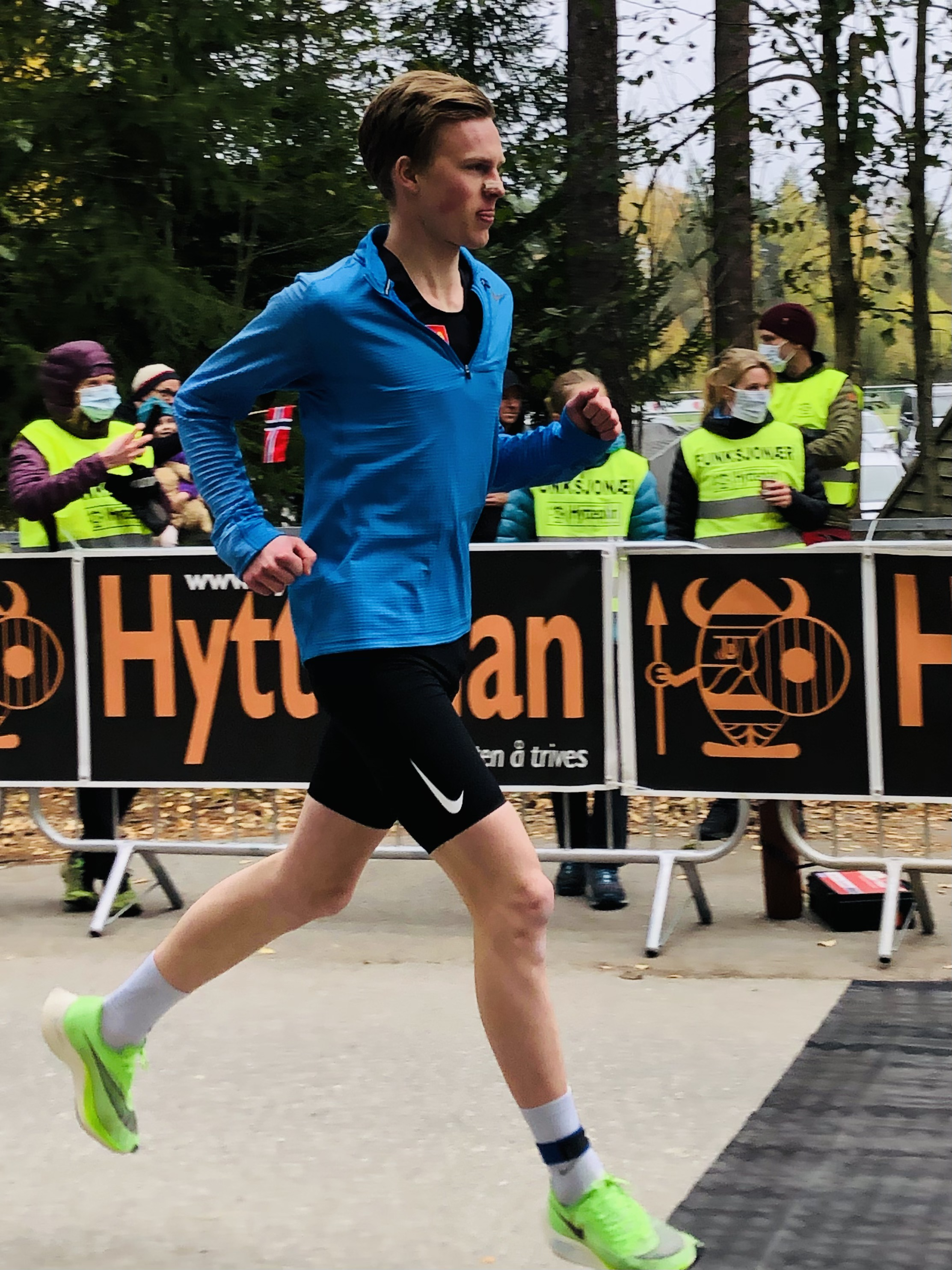
Der anfangs führende Narve Gilje Nordås wurde am Ende Siebzehnter
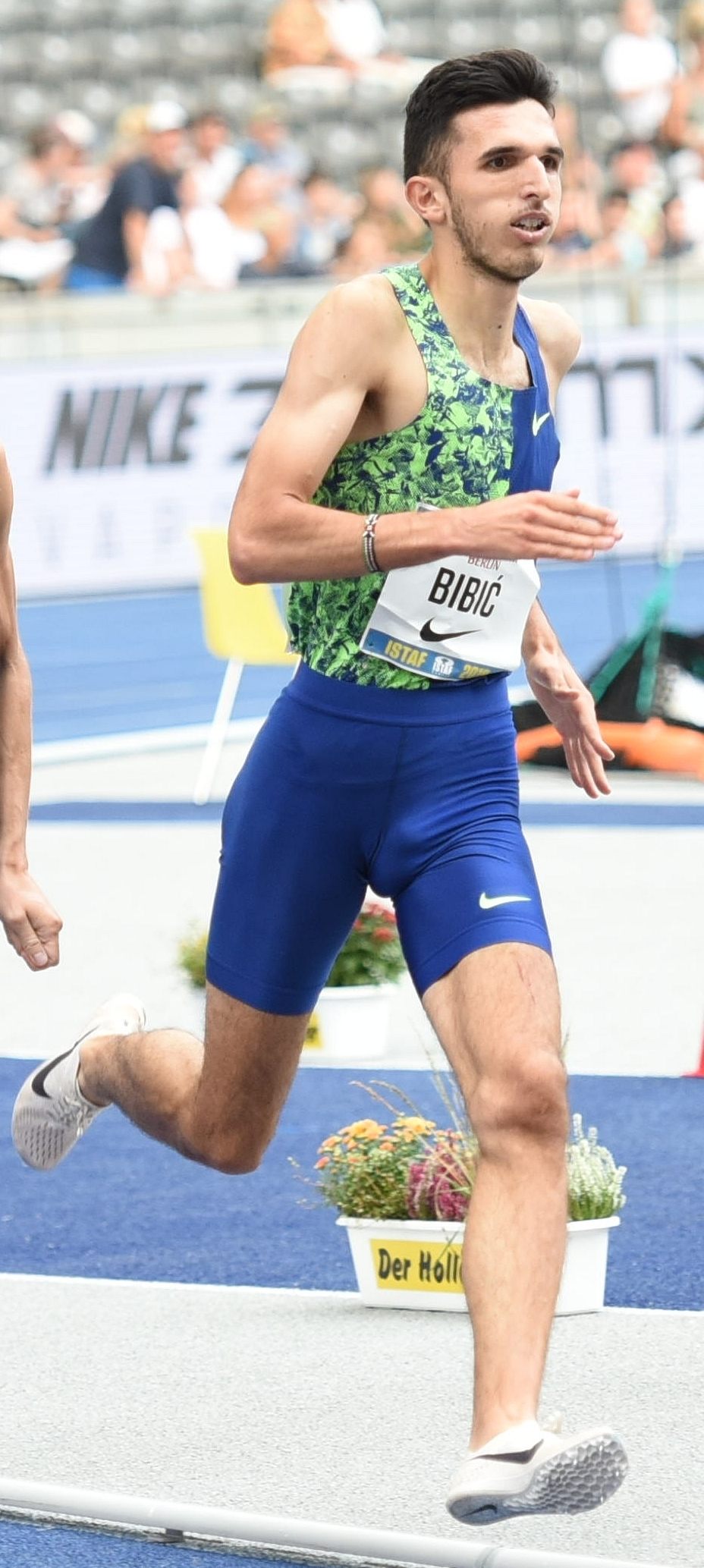
Elzan Bibić – Platz achtzehn
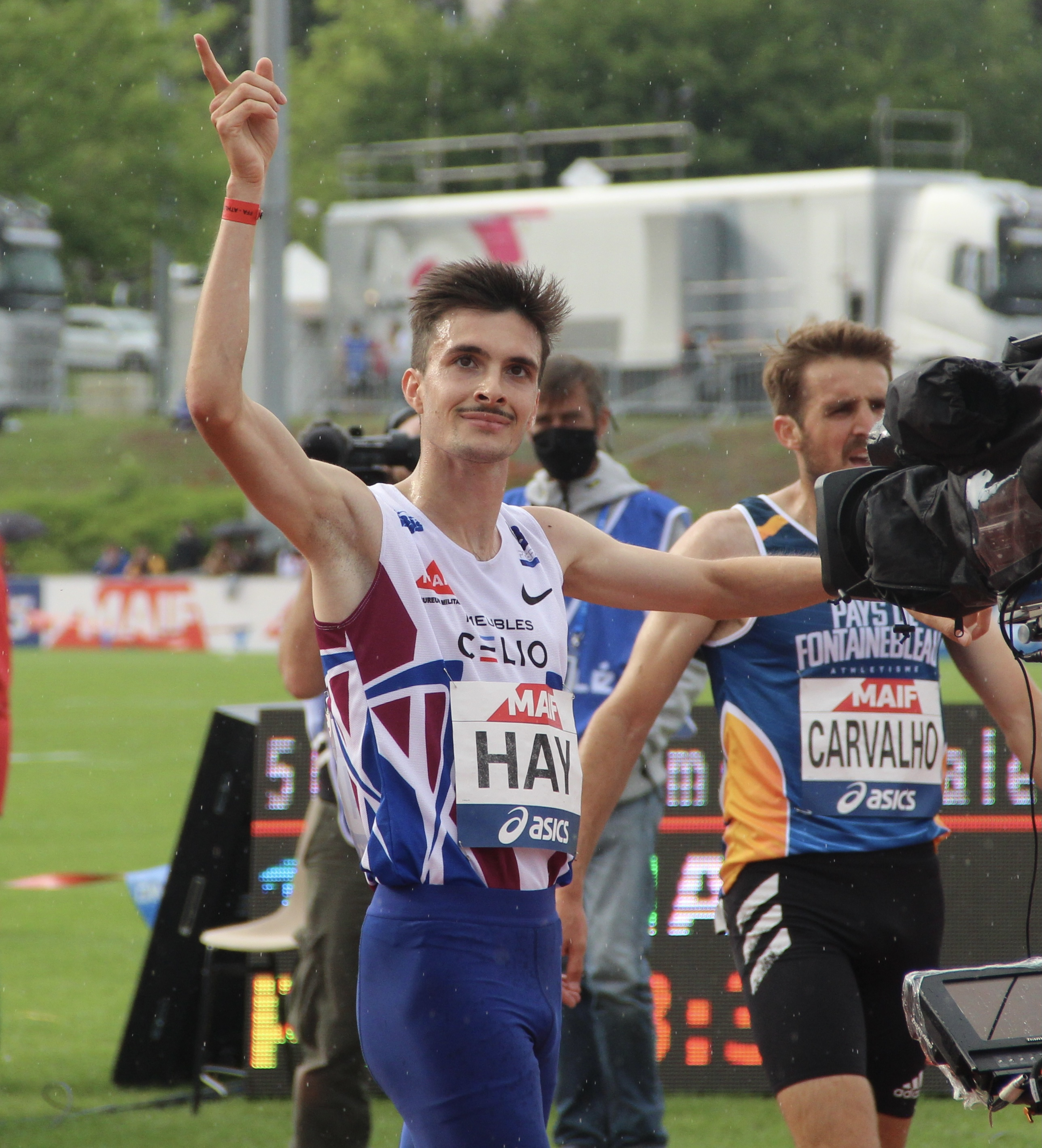
Hugo Hay – Platz neunzehn

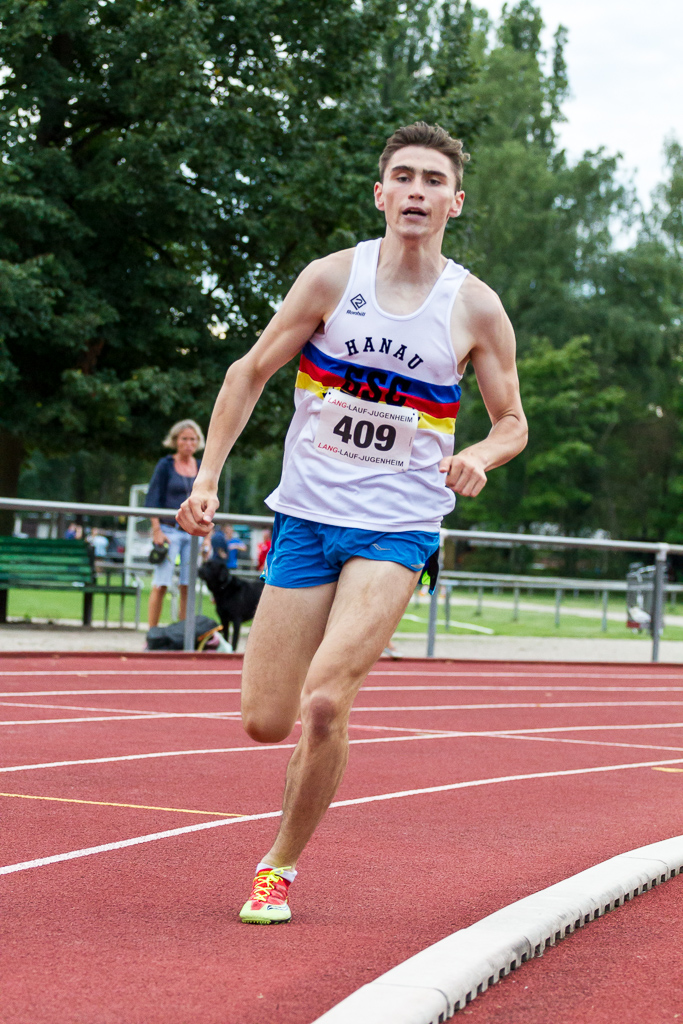
Davor Aaron Bienenfeld – Platz zwanzig
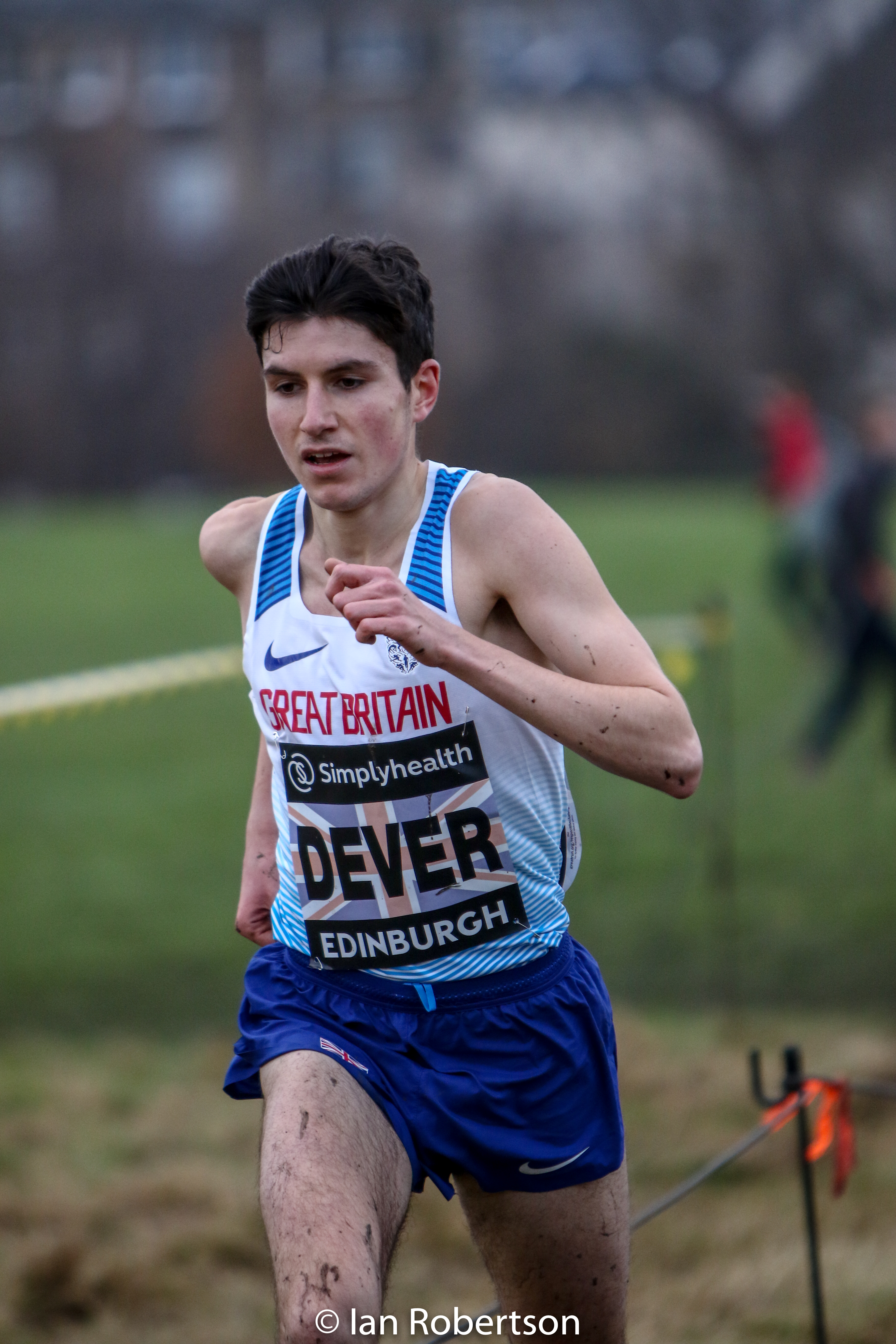
Patrick Dever – hier bei einem Crosslauf – Platz 21
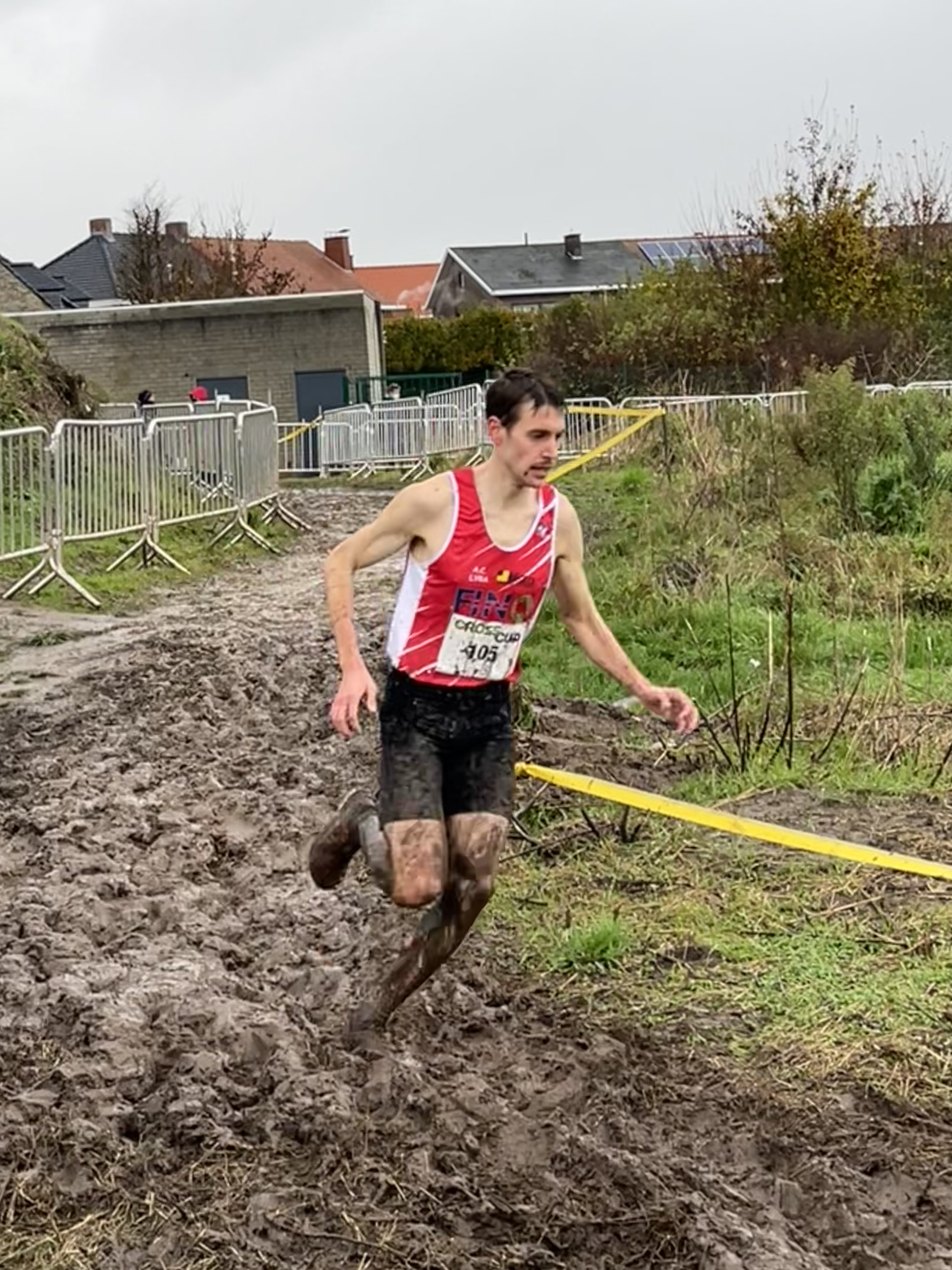
Michael Somers – als Crossläufer – Platz 23

## Videolink
- Men's 5000m Final, Munich 2022, Jakob Ingebrigtsen, youtube.com, abgerufen am 2. April 2023